# Kenitra
Kenitra (in arabo القنيطرة‎?, al-Qunayţra; in berbero: ⵇⵏⵉⵟⵔⴰ, Qniṭra) è una città del Marocco, capoluogo della provincia omonima, nella regione di Rabat-Salé-Kenitra.
La città, che si affaccia sull'oceano Atlantico, è anche conosciuta come al-Qanīţrah, Kénitra, Knitra, al-Q'nitrah e Port-Lyautey.
Kenitra, il cui nome in arabo significa piccolo ponte, è una città portuale sul fiume Sebou.

## Storia
Kenitra è situata a circa 10 km ad est delle rovine di Mehdiya, un sito di occupazione risalente al periodo cartaginese. I fenici si stabilirono lungo le coste di questa parte del Marocco già nel primo millennio a.C. dando il nome di "Thamusida" alla zona.
Nel marzo 1912 il governo francese e il sultano del Marocco, Mulay Abd al-Hafiz, firmarono il trattato di Fès. Per far fronte alla crescente impopolarità, il sultano chiese la protezione del governo francese contro le tribù ribelli intorno a Fès. La Francia nominò il Generale Hubert Lyautey, che ristabilì la pace e l'ordine nel Paese, sedando le rivolte. Dopo aver trasferito il sultano da Fès all'attuale capitale del Marocco, Rabat, Lyautey iniziò la sua attività di amministrazione civile.
Una delle prime preoccupazioni del Generale Lyautey fu di costruire porti lungo la costa atlantica laddove non vi erano porti naturali. Nel 1912 i francesi trasformarono una piccola casba, alla foce del Sebou, in una città che divenne il principale porto fluviale del Marocco. Il porto fu terminato nel 1913. La città è cresciuta rapidamente per il trasporto di prodotti agricoli, pesce, legname, piombo e minerali di zinco. Nel dicembre 1930, il porto fu tra le tappe della Crociera aerea transatlantica Italia-Brasile, la prima delle due crociere transatlantiche di massa, organizzate da Italo Balbo.
Fu rinominata Kenitra con l'indipendenza del Marocco nel 1956. Il nome è dovuto ad un canale sotterraneo, costruito a monte del lago Fourat, che fu distrutto nel 1928. Dopo l'operazione Torch del 1942 il porto fu utilizzato anche come base navale dagli Stati Uniti, che continuarono ad utilizzarla anche durante tutto il periodo della guerra fredda.

## Galleria d'immagini

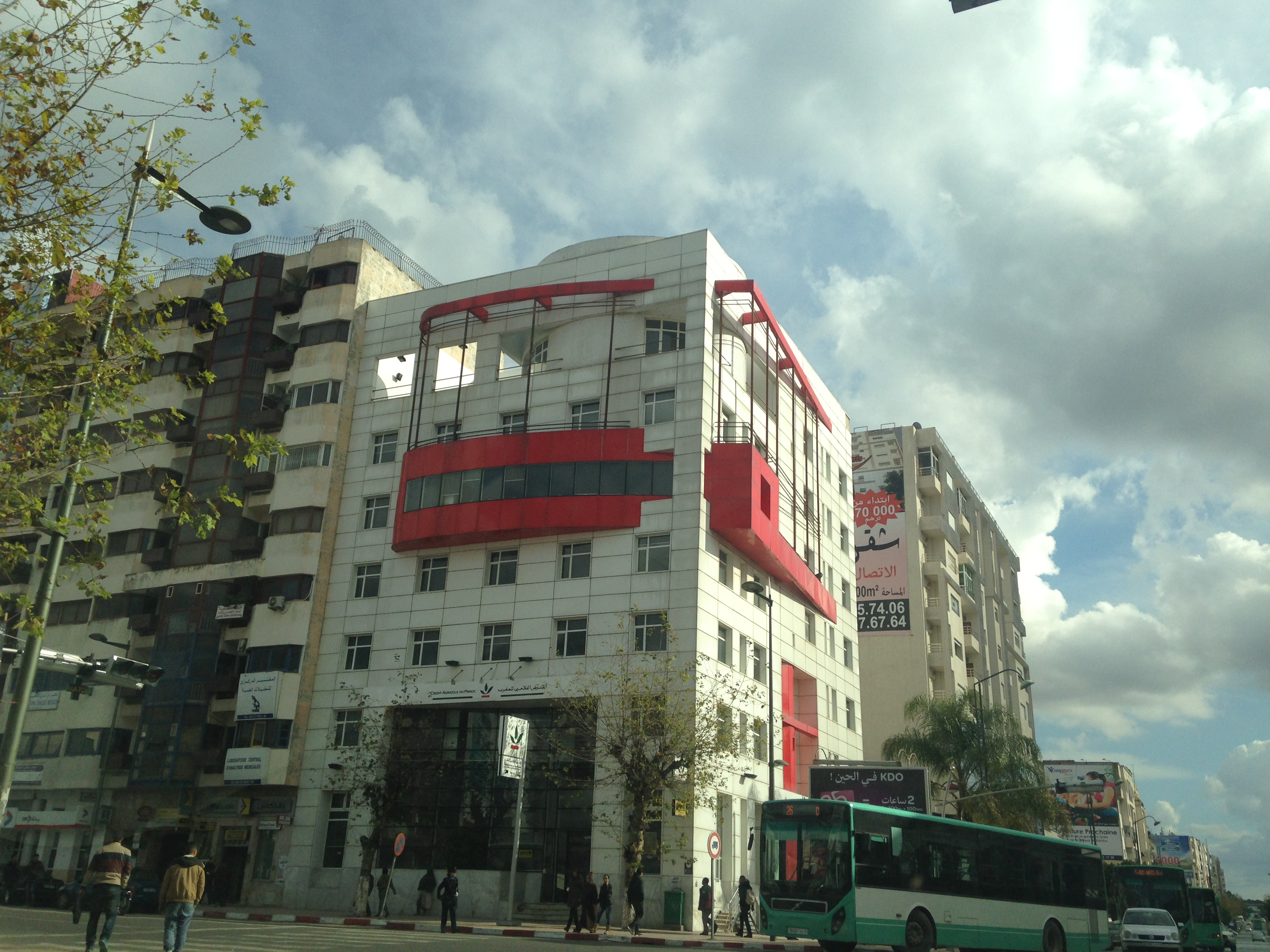
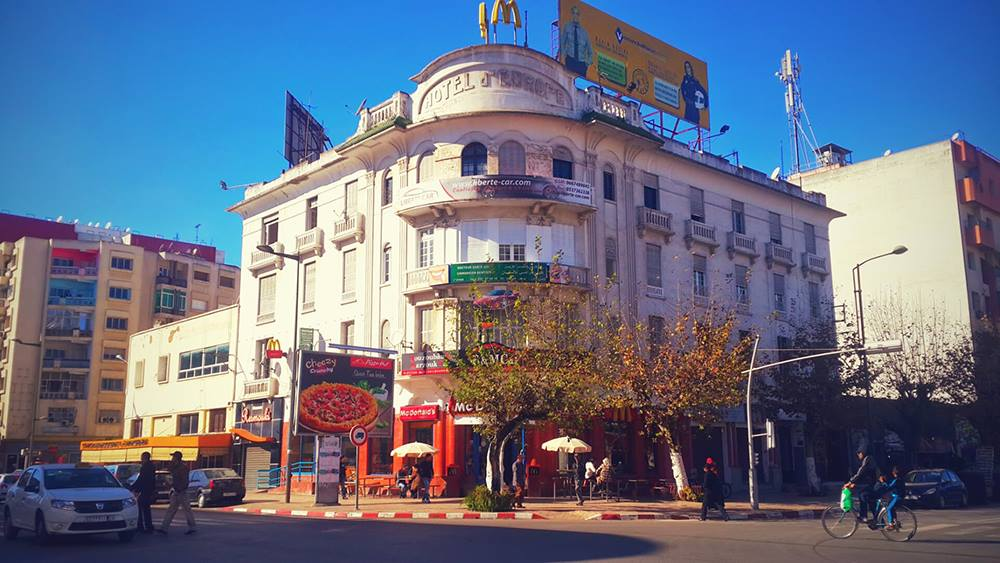
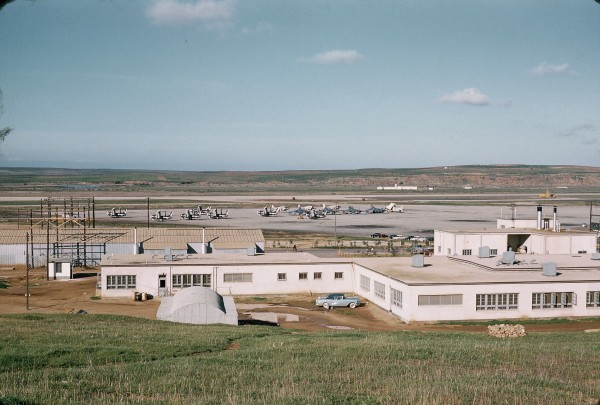

## Amministrazione

### Gemellaggi
- Salfit, dal 2016